# تبغ حرجي
تَبْغ حَرَجيّ (الاسم العلمي: Nicotiana sylvestris)، نوع من النباتات المُزهرة من فصيلة الباذنجانية. هو نبات معمر من جنس التبغ، موطنه الأصلي في منطقة الأنديز في الأرجنتين وبوليفيا، في أمريكا الجنوبية.